# Бурково (Ярославская область)
Бурково  — деревня в Макаровском сельском округе Судоверфского сельского поселения Рыбинского района Ярославской области.
Деревня расположена на правом берегу реки Волги (Рыбинского водохранилища), выше шлюзов гидроузла, в глубине залива, отделяющего деревню Балобаново от Перебор. Она лежит между берегом залива и Селиховским шоессе, автомобильной дорогой Переборы—Судоверфь.  Севернее Буркова по этой дороге деревня Болтинское. В деревне базируется яхт-клуб.
Деревня Буркова указана на плане Генерального межевания Рыбинского уезда 1792 года.
На 1 января 2007 года в деревне числилось 15 постоянных жителей. Почтовое отделение, расположенное в посёлке в Судоверфь, обслуживает в деревне Бурково 29 домов.